# Dolmen de la Font de l'Orri
Le dolmen de la Font de l'Orri est un dolmen situé à Eus (hameau de Comes), dans le département français des Pyrénées-Orientales.

## Historique
Le dolmen a été découvert en 1967 par Jean Abélanet qui l'a brièvement fouillé et restauré.

## Description
Le dolmen est ruiné, il a probablement été démantelé pour construire les enclos à bestiaux des environs. Il en demeure trois orthostates redressés par Jean Abélanet : une dalle côté ouest (2,08 m de long sur 1,08 m de large et 0,20 à 0,28 m d'épaisseur), une côté est (2,18 m de long sur 1,15 m de large et 0,25 à 0,30 m d'épaisseur) et une petite dalle au sud (1 m de long sur 0,40 m de large et 0,10 m d'épaisseur). Vu la disposition des dalles, l'ouverture devait être située au sud. Toutes les dalles sont en granite d'origine locale. Le tumulus d'environ 8 m est encore bien visible côté nord.